# 実証経済学
実証経済学（じっしょうけいざいがく）とは、経済学方法論の考え方の一つ。
理論的仮説に基づいて、論理的、演繹的方法を持って命題を導き出し、経験的分析、実証的分析を通じることによってこれらの命題が正しいかどうかを検討するという経済学。経済学は規範的分析と事実解明的分析に分ける事ができ、実証経済学は後者に含まれる。経済学はこの実証を経ることによって反証可能性を有し科学として成立し得ることとなる。
大阪大学社会経済研究所には実証経済学部門という研究部門が置かれている。